# Rosulomyces arthrosporioides
Rosulomyces arthrosporioides är en svampart som beskrevs av Marchand & Cabral 1976. Rosulomyces arthrosporioides ingår i släktet Rosulomyces, divisionen sporsäcksvampar och riket svampar.   Inga underarter finns listade i Catalogue of Life.